# HMS Iron Duke (1912)
HMS Iron Duke (Его Величества Корабль «Айрон Дюк» — «Железный герцог» (рус.)) — британский Линкор, головной в серии линкоров типа «Iron Duke». Название дано по прозвищу Артура Уэлсли Веллингтона (1769—1852) — британского полководца времён Наполеоновских войн, имевшего у своих солдат прозвище «железный герцог» (англ. Iron Duke). Во время Ютландского сражения был флагманским кораблём адмирала Джеллико.

## Строительство
HMS "Iron Duke" заложен на казённой судоверфи в Портсмуте 15 января 1912 года.
12 октября 1912 года спущен на воду. Крёстная мать — герцогиня Веллингтонская, которой была предоставлена честь разбить бутылку шампанского о борт корабля.
25 ноября 1913 года начались заводские испытания. Во время 8-часовых ходовых испытаний на мерной миле в Полперро в одном из пробегов Iron Duke развил форсированную мощность турбин 30040 л.с., при этом средняя частота вращения гребных валов составила 305,7 об/мин, что обеспечило кораблю скорость 21,6 узла.
10 марта 1914 года Портсмутская верфь завершила подготовку корабля к плаванию. Через два дня, 12 марта 1914 года, линкор вошёл в состав флота.

## Конструкция

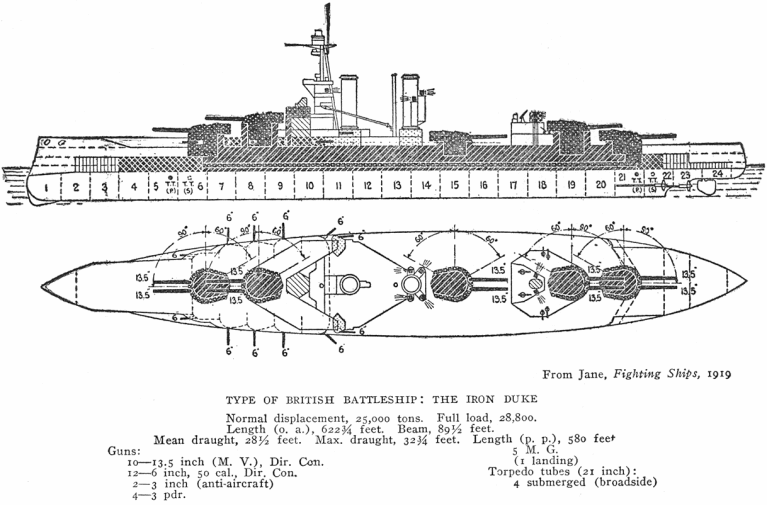
Схема общего расположения ликоров типа «Iron Duke».

### Внешние признаки
Корпус полубачного типа, с таранным форштевнем и заваленной штевневой кормой. Полубак и палуба без седловатости. Борт прямой. На полубаке в нос от башни «А» и на юте в корму от башни «Z» — срезы для расширения секторов обстрела казематных орудий. Две носовые башни располагались линейно-возвышенно. Непосредственно за ними высокая носовая надстройка, увенчанная трёхногой фок-мачтой с дальномерным постом на топе. В корму от неё две прямые вертикальные дымовые трубы. Между кормовой трубой и кормовой надстройкой башня «Q». Кормовая надстройка низкая, неразвитая. Непосредственно за ней две кормовые башни линейно-возвышенно.

### Энергетическая установка
Главная энергетическая установка включала в себя 2 комплекта турбин Парсонса, работавших на 4 вала, и 18 водотрубных котлов «Babcock & Wilcox», размещённых в трёх котельных отделениях (по 6 котлов в каждом). Каждый котёл был оборудован тремя форсунками, распылявшими нефть непосредственно на горящий уголь.
Турбины высокого давления переднего и заднего хода, размещённые в крайних бортовых отсеках машинного отделения, вращали наружные валы (1-й и 4-й), турбины низкого давления переднего и заднего хода были заключены в едином корпусе и вращали внутренние валы (2-й и 3-й). Все турбины были реактивного типа.
Проектная мощность турбин оценивалась в 29000 л.с., что при средней частоте вращения гребных валов 300 об/мин должно было обеспечить кораблю скорость хода в 21 узел. Ходовые испытания подтвердили расчётные значения. 25 ноября 1914 года "Iron Duke" на 8-часовых ходовых испытаниях на мерной миле в Полперро в одном из пробегов развил форсированную мощность турбин 30040 л.с., при этом средняя частота вращения гребных валов составляла 305,7 об/мин, что обеспечило кораблю скорость 21,6 узла.

### Скорость и дальность плавания
- Полным ходом — 3800 миль,
- 20-узловым — 4500 миль,
- 18-узловым — 5400 миль,
- 15-узловым — 7300 миль,
- 12-узловым — 8100 миль.

### Корабельные запасы
Нормальный запас угля составлял 900 тонн, полный 3250 тонн, запас нефти 1050 тонн. На корабле также имелся так называемый неприкосновенный запас нефти, который составлял 550 тонн. Расход угля в сутки на 12-узловом ходу составлял 135 тонн, на 16,4-узловом ходу — 325 тонн.

## Вооружение

### Артиллерия главного калибра
Десять 13,5" морских орудий Mark V фирмы «Виккерс», размещённых в пяти двухорудийных башнях фирмы «Армстронг». Башни были размещены по линейной схеме с возвышением башен «B» и «X».
Общий боекомплект составлял 1000 снарядов всех типов (фугасных, бронебойных, полубронебойных, шрапнельных) или по 100 снарядов на ствол.

### Противоминная артиллерия
Двенадцать казематных 152-мм орудий образца MK.VII раздельного заряжания с длиной канала ствола 45 калибров (6840 мм) (англ. 6"/45 BL Mk.VII) побортно в районе носовой надстройки.

### Зенитное вооружение
В 1915 году в кормовой части установили два 45-калиберных 76-мм зенитных орудия образца QF Mk. I (англ. QF 3 inch 20 cwt) с боекомплектом по 150 выстрелов на ствол, однако ввиду отсутствия на корабле прибора управления зенитным огнём эти орудия были практически бесполезны в борьбе с самолётами и годились разве что для борьбы со сравнительно тихоходными «цеппелинами».
В 1918 году установили дальномеры с базой 5,03 м для определения расстояния до воздушных целей.
В 1928 году дополнительно установили одно 102-мм зенитное орудие.
В 1929 году все 76-мм зенитные орудия заменили на 102-мм. В 1932 году «Айрон Дюк», ставший к тому времени учебным кораблём, вооружили двумя 120-мм зенитными пушками, которые разместили в кормовой части. В августе 1935 года эти пушки сняли. В 1939 году «Айрон Дюк», переоборудованный в плавучую зенитную батарею, получил спаренные 133-мм универсальные орудия, которые установили на крыше орудийной башни «Y».

### Торпедное вооружение
Четыре 533-мм торпедных аппарата:
- 2 носовых, расположенных ниже ватерлинии (по одному на каждый борт) в районе шпилей;
- 2 кормовых (по одному на каждый борт) на уровне траверза барбета орудийной башни «Y».[1]

Общий боезапас составлял 20 торпед образца Mk.I и Мк. II, позже — образца Мк. IV.

### Авиационное вооружение
В 1918 году на всех линейных кораблях типа «Айрон Дюк» на крышах орудийных башен «B» и «Q» установили взлётные платформы для колёсных самолётов-бипланов типа «Кондор-Кэмел» (или «Sopwith Pup»). Самолёты предназначались для ведения воздушной разведки и корректировки стрельбы.
В 1919 году на всех линейных кораблях взлетные направляющие с авиационных платформ сняли, хотя сами платформы на башнях оставили.
В 1927 году демонтировали платформу с башни «B», а в 1928 году - и с башни «Q».

## Служба
После ввода в строй, линкор был определен как флагманский корабль Хоум Флита (Home Fleet).

### Первая мировая война
После начала Первой мировой войны Королевские ВМС были реорганизованы: Хоум Флит (Home Fleet) и Атлантический флот ВМС Великобритании были объединены с целью создания Гранд Флита (Grand Fleet — Большой Флот).
С августа 1914 года по март 1919 года находился в составе Гранд Флита, до января 1917 года был флагманским кораблём адмирала Джона Джеллико. Линкор принимал участие во всех главных операциях королевских ВМС.
12 января 1916 года столкнулся с танкером «Drudentia». Прошел небольшой ремонт.
31 мая - 1 июня 1916 года участвовал в Ютландском сражении. В походном ордере шёл в составе 4-й линейной эскадры (командир корабля кэптен Ф.К. Дрейер), будучи флагманским кораблём Гранд Флита под флагом командующего флотом адмирала Джона Джеллико. Во время сражения вёл огонь по германскому кораблю типа «Кениг» с расстояния 11 000 м, добился шести попаданий. После этого перенёс огонь на другой германский корабль того же типа, после чего обстрелял вражеский линейный крейсер с расстояния 14 000 м. Из боя вышел без потерь.
28 ноября 1916 года лишился статуса флагманского корабля в результате смены командующего Гранд Флита. Место Джеллико занял вице-адмирал Дэвид Битти, а новым флагманом стал линкор HMS Queen Elizabeth.
С января 1917 года по март 1919 года выведен из оперативного соединения для выполнения частных поручений.

### Межвоенный период

#### Средиземноморский флот (1919—1926)
С марта 1919 года по октябрь 1924 года — флагманский корабль Средиземноморского флота.
Апрель—июнь 1919 года. Участвовал в боевых операциях против Советской России на Чёрном море.
Сентябрь—октябрь 1922 года. Участвовал в боевых действиях против Турции в Малой Азии (побережье Эгейского моря).
Сентябрь 1922 года. Флагманский корабль отдельного отряда британских военно-морских сил, участвовавших в эвакуации беженцев из Смирны, оккупированной Турцией.
Октябрь 1922 года. В Медине на борту «Айрон Дюка» проходят переговоры между союзническими силами и турецкими националистами по вопросу греко-турецких отношений.
Ноябрь 1924 года. Заменён линейным кораблем HMS Queen Elizabeth на посту флагманского корабля Средиземноморского флота. Становится флагманом 3-й линейной эскадры, затем — флагманом 2-й эскадры.

#### Атлантический флот
В марте 1926 года 3-я линейная эскадра была придана Атлантическому флоту в качестве учебной эскадры дальнего плавания.
С марта 1926 года по май 1928 года - флагман 3-й линейной эскадры Атлантического флота.

#### Учебный корабль
30 мая 1928 года. Заменён однотипным HMS Benbow и отправлен в Девонпорт для ремонта и перевооружения. По условиям Вашингтонского морского соглашения должен был быть превращён в учебный корабль.
С июня 1928 года по май 1929 года проходил большой ремонт на судостроительной верфи в Девонпорте.
30 мая 1929 года. Прошёл перевооружение в Девонпорте.
Июнь 1929 года—ноябрь 1931 года. Учебный артиллерийский корабль.
В ноябре 1931 года поставлен в док судоверфи в Девонпорте для разоружения.

### Вторая мировая война
В сентябре 1939 года переоборудован в плавучую зенитную батарею и одновременно в блокшив. Базировался в Скапа-Флоу на Оркнейских островах.
17 октября 1939 года сильно повреждён авиабомбами во время налёта германской авиации на Скапа-Флоу. Ввиду угрозы затопления был отбуксирован в Лайнесс.
В конце 1939 года снят с мели, отбуксирован к Лонг Хоуп, где опять был посажен на мель и использовался в дальнейшем как блокшив.
В марте 1946 года продан на слом промышленной компании, занимавшейся разделкой кораблей на металл.
19 апреля 1946 года снят с мели.
19 августа 1946 года отбуксирован в Феслейн на разборку.
В сентябре 1948 года отбуксирован на судостроительную верфь в Клайдбанке под Глазго для окончательной разборки.